# Twierdza Arabacka
Twierdza Arabacka (ros. Арабатская крепость; ukr. Арабатська фортеця) – zbudowana w pierwszej połowie XVII wieku twierdza tatarsko-turecka we wschodniej części Krymu. Nazwa pochodzi od arabskiego słowa الرباط ar-ribat oznaczającego twierdzę polową. Zbudowana została w odległości 2 km od współczesnej miejscowości Kamjanśke (do 1945 roku Ak Manaj) u południowego zakończenia Mierzei Arabackiej blokując wraz z twierdzą Perekop dostęp do półwyspu od północy, a wraz z Twierdzą Jenikale blokowała dostęp do Krymu od wschodu.
Twierdza została wybudowana w kształcie nieregularnym z trzymetrowymi ścianami, pięcioma basztami, dwoma bramami i otoczona fosami. We wnętrzu znajdowały się pomieszczenia dla załogi, magazyny i meczet.
Po raz pierwszy wzmiankowana przez pracującego dla polskiego króla francuskiego kartografa Guillaume Le Vasseur de Beauplana w 1651 roku. W 1668 roku zdobyta przez Kozaków i uszkodzona. W 1737 roku zdobyta przez wojska rosyjskie. Ponownie oblężona przez Rosjan w 1771 roku. Po aneksji Krymu przez Rosję była nadal wykorzystywana militarnie. Po 1853 roku wykorzystywana przez wojska rosyjskie w czasie wojny krymskiej.
W 1856 roku Arabat został pozbawiony statusu miasta.